# Seznam památných stromů v okrese Chrudim
Toto je seznam památných stromů v okrese Chrudim, v němž jsou uvedeny památné stromy na území okresu Chrudim.
| Název                                           | Obrázek                                              | Umístění                                                     | Druh                                                                                         | Obvod [v cm] | Kód wikidata      | Galerie                                                                                     | Poznámka |
| ----------------------------------------------- | ---------------------------------------------------- | ------------------------------------------------------------ | -------------------------------------------------------------------------------------------- | ------------ | ----------------- | ------------------------------------------------------------------------------------------- | --- |
| Sejtkova lípa v Lánech                          |                                                      | Kameničky 49°43′32″ s. š., 15°57′20″ v. d.                   | lípa velkolistá                                                                              | 507          | 101532 Q26787066  |                                                                                             | U Vamberova mlýna na Lánech zmínka o mlýnu je z r. 1485 |
| Klen u hájenky na Humperkách                    |                                                      | Krouna 49°45′15″ s. š., 16°0′25″ v. d.                       | javor klen                                                                                   | 516          | 105392 Q26789837  |                                                                                             | Na dvorku asi 15 m od domu (samoty) |
| Lípa u lip                                      | Lípa u lip                                           | Hlinsko 49°45′19″ s. š., 15°54′37″ v. d.                     | lípa malolistá                                                                               | 405          | 105356 Q26789806  | Kategorie „Lípa u lip“ na Wikimedia Commons                                                 | u cesty Hlinsko – Sv. Lázně |
| Pospíšilův dub na Čertovině                     |                                                      | Hlinsko 49°46′34″ s. š., 15°56′6″ v. d.                      | dub letní                                                                                    | 480          | 105390 Q26789834  |                                                                                             | Nedaleko osady Čertovina na mírném jižním svahu |
| Svárovská lípa - Maruška                        | Svárovská lípa "Maruška"                             | Trhová Kamenice 49°47′43″ s. š., 15°49′9″ v. d.              | lípa malolistá                                                                               | 530          | 106056 Q26790668  | Kategorie „Svárovská lípa Maruška“ na Wikimedia Commons                                     | V lokalitě Svárov severovýchodně od obce v porostu remízu mezi loukami |
| Lípa na Lipce                                   | Lípa na Lipce                                        | Lipka 49°47′45″ s. š., 15°43′59″ v. d.                       | lípa malolistá                                                                               | 802          | 101609 Q12034696  | Kategorie „Lípa v Lipce“ na Wikimedia Commons                                               | Na poli jižně od bývalé tvrze Lipka, cca 150 m severně od hrobky pánů Kustošů, u obce Horní Bradlo |
| Lípa velkolistá v Kameničkách                   | Lípa velkolistá v Kameničkách                        | Trhová Kamenice 49°47′49″ s. š., 15°47′22″ v. d.             | lípa velkolistá                                                                              | 713          | 101611 Q26787121  | Kategorie „Lípa velkolistá v Kameničkách“ na Wikimedia Commons                              | Na dvoře u čp. 11 v Kameničkách u Trhové Kamenice |
| Jilm habrolistý na Přemilově                    | Jilm habrolistý na Přemilově: detail mohutného kmene | Prosíčka u Seče 49°48′17″ s. š., 15°41′58″ v. d.             | jilm habrolistý                                                                              | 403          | 101605 Q26787118  | Kategorie „Jilm_habrolistý_na_Přemilově“ na Wikimedia Commons                               | Východně od hájenky Přemilov |
| Dub letní                                       |                                                      | Česká Rybná 49°47′57″ s. š., 16°4′54″ v. d.                  | dub letní                                                                                    | 320          | 101584 Q26787107  |                                                                                             | Na východním konci obce, po pravé straně silnice z Proseče u čp. 140 |
| Duby letní                                      | Duby letní v Běstvině                                | Běstvina 49°49′58″ s. š., 15°35′46″ v. d.                    | dub letní (3)                                                                                | 463          | 101596 Q26779786  | Kategorie „Duby letní v Běstvině“ na Wikimedia Commons                                      | V obci po pravé straně silnice směrem do Spačic, v zahradě u předposledního domu |
| Platan v Běstvině                               | Platan v Běstvině                                    | Běstvina 49°50′13″ s. š., 15°35′43″ v. d.                    | platan javorolistý                                                                           | 535          | 101594 Q12045530  |                                                                                             | Před zámkem v obci |
| Lípa srdčitá v Brdě                             |                                                      | Doly 49°51′49″ s. š., 16°3′54″ v. d.                         | lípa malolistá                                                                               | 396          | 106494            |                                                                                             | Nad hrází rybníka ve středu lokality Brdo |
| Dub letní                                       | Dub letní - Heřmanův Městec                          | Heřmanův Městec 49°56′32″ s. š., 15°39′54″ v. d.             | dub letní                                                                                    | 480          | 101598 Q26787113  | Kategorie „Dub letní (Heřmanův Městec)“ na Wikimedia Commons                                | V zámeckém parku poblíž rybníka |
| lípa malolistá                                  |                                                      | Mladotice nad Doubravou 49°51′43″ s. š., 15°32′49″ v. d.     | lípa malolistá                                                                               | 355          | 105753 Q26790300  |                                                                                             | Na jižním okraji obce |
| Dub letní u Libáně                              | Libáň památný dub                                    | Ochoz u Nasavrk 49°51′55″ s. š., 15°49′41″ v. d.             | dub letní                                                                                    | 427          | 101559 Q26787091  |                                                                                             | V obci, u domu čp. 24 na odbočce z komunikace Slatiňany-Pila u Libáně |
| Smrk ztepilý ve Slavicích                       |                                                      | Licibořice 49°52′24″ s. š., 15°47′18″ v. d.                  | smrk ztepilý                                                                                 | 220          | 101607 Q26787119  |                                                                                             | při cestě z Trpišova do Slavic ve Slavické oboře; čtyřkmen |
| Žižkův dub                                      | Žižkův dub                                           | Podhradí v Železných horách 49°52′37″ s. š., 15°35′21″ v. d. | dub letní                                                                                    | 890          | 101606 Q10296171  | Kategorie „Žižkův dub (Třemošnice)“ na Wikimedia Commons                                    | Na jižním okraji obce u stavení čp. 1; kulturní památka |
| Turecká líska v Ronově †                        | Turecká líska v Ronově                               | Ronov nad Doubravou 49°53′18″ s. š., 15°31′52″ v. d.         | líska turecká                                                                                | 229          | 101600 Q12059904  |                                                                                             | V parku na náměstí u kostela v Ronově. Ochrana zrušena 23.09.2015 |
| Dub letní                                       |                                                      | Lipovec 49°55′4″ s. š., 15°32′26″ v. d.                      | dub letní                                                                                    | 460          | 105754 Q26790301  |                                                                                             | Na západním okraji obce |
| Zámecký buk †                                   |                                                      | Heřmanův Městec 49°56′27″ s. š., 15°39′38″ v. d.             | buk lesní                                                                                    | 430          | 101561            |                                                                                             | V zámeckém parku v Heřmanově Městci, u plotu na západní hranici, strom pokácen v roce 2012 z důvodu napadení dřevokaznými houbami |
| Platan javorolistý                              | Platan v Chrudimi                                    | Chrudim 49°56′37″ s. š., 15°47′43″ v. d.                     | platan javorolistý                                                                           | 305          | 104769 Q26789383  | Kategorie „Platan javorolistý (Chrudim)“ na Wikimedia Commons                               | U hlavní silnice na Slatiňany u areálu ČSAD BUS Chrudim |
| Hrušeň Pod Kaplí                                |                                                      | Babákov 49°48′25″ s. š., 15°54′10″ v. d.                     | hrušeň obecná                                                                                | 325          | 101552 Q26787085  |                                                                                             | V poli pod místní silnicí mezi Dolním Babákovem a Stříteží |
| Dub u Hluboše                                   | Dub u Hluboše                                        | Běstvina 49°50′3″ s. š., 15°35′18″ v. d.                     | dub letní                                                                                    | 650          | 101557 Q26787090  | Kategorie „Dub u Hluboše“ na Wikimedia Commons                                              | V aleji vedoucí od rybníka Hluboš |
| Hloh obecný                                     | Hloh u Bítovánek                                     | Bítovany 49°53′48″ s. š., 15°52′28″ v. d.                    | hloh obecný                                                                                  | 95           | 101579 Q26787106  | Kategorie „Hloh u Bítovánek“ na Wikimedia Commons                                           | Na křižovatce silnic Zaječice-Bítovánky; dvojkmen |
| Dub letní                                       |                                                      | Bor u Skutče 49°49′20″ s. š., 16°7′50″ v. d.                 | dub letní                                                                                    | 390          | 101539 Q26787072  |                                                                                             | Na okraji obce, v zahradě nad statkem "Za humny" |
| Lípa srdčitá                                    |                                                      | Bylany 49°57′28″ s. š., 15°44′8″ v. d.                       | lípa malolistá                                                                               | 233          | 106198 Q73601608  |                                                                                             | Solitérní strom u rybníka ve středu obce v blízkosti domů čp. 133 a 39. Byla vysazena v roce 1920 v místě "U křížku" a v roce 1938 byla přenesena na stávající místo při příležitosti 20. výročí zal. ČSR. |
| Jilm horský †                                   |                                                      | Ctětín                                                       | jilm horský                                                                                  | 650          | 104454            |                                                                                             | V zahradě u čp. 6, strom uschl po napadení tracheomykozou v roce 1997 |
| 2 ks – lípa malolistá                           |                                                      | Česká Rybná 49°48′0″ s. š., 16°4′43″ v. d.                   | lípa malolistá (2)                                                                           | 590          | 101582 Q26779782  |                                                                                             | V obci, před křižovatkou směr Rychnov, po pravé straně naproti zastávce ČSAD cestou k bývalému statku. Ochrana jednoho stromu byla zrušena. |
| Lípa u statku v České Rybné                     |                                                      | Česká Rybná 49°47′57″ s. š., 16°4′6″ v. d.                   | lípa malolistá                                                                               | 600          | 101545 Q26787077  |                                                                                             | Na okraji obce u starého statku; pravděpodobně rozlomena větrem |
| Buk lesní Františky                             | Buk lesní Františky                                  | Františky 49°46′24″ s. š., 16°6′6″ v. d.                     | buk lesní                                                                                    | 410          | 104888 Q26789530  | Kategorie „Buk lesní Františky“ na Wikimedia Commons                                        | U domu čp. 22 |
| lípa malolistá                                  |                                                      | Hlinsko 49°46′17″ s. š., 15°54′43″ v. d.                     | lípa malolistá                                                                               | 405          | 101533 Q26787067  |                                                                                             | Za městem, u cesty na Sv. Lázně, u křížku údajně jedna ze 4 lip vysazených do 4 světových stran. Poznámka: V mapách Digitálního registru ÚSOP je ovšem zakreslena pod kódem 101533 v ulici Pod lípou, na severním okraji obce, nikoliv u cesty na Svatojánské Lázně. Na turistických mapách mapy.cz je označená jako Drachtinská lípa. Souřadnice korespondují se zákresem v mapce v příloze vyhlašovacího předpisu. |
| Dub letní                                       |                                                      | Miřetín 49°48′3″ s. š., 16°3′14″ v. d.                       | dub letní                                                                                    | 380          | 101546 Q26787078  |                                                                                             | V poli nad obcí |
| lípa malolistá                                  |                                                      | Hněvětice 49°49′58″ s. š., 16°2′52″ v. d.                    | lípa malolistá                                                                               | 450          | 101543 Q26787074  |                                                                                             | Na západním okraji obce, na mezi nad potokem v lokalitě Na brhách; dvoják |
| Buk u Libkova                                   |                                                      | Libkov u Nasavrk 49°50′24″ s. š., 15°45′9″ v. d.             | buk lesní                                                                                    | 406          | 101610            |                                                                                             | V poli nad usedlostí čp.10. |
| lípa malolistá                                  |                                                      | Hrochův Týnec 49°57′29″ s. š., 15°54′33″ v. d.               | lípa malolistá                                                                               | 550          | 101603 Q26787115  |                                                                                             | Na nádvoří internátní školy; rozložitý trojkmen |
| Olše lepkavá                                    |                                                      | Chacholice 49°53′12″ s. š., 15°56′55″ v. d.                  | olše lepkavá                                                                                 | 390          | 101602 Q26787114  |                                                                                             | U silnice k Horce, na břehu potoka Žejbro |
| Malá lipka                                      |                                                      | Chrast 49°53′57″ s. š., 15°56′20″ v. d.                      | lípa malolistá (30) lípa velkolistá (16) jírovec maďal (1)                                   |              | 101534 Q26791021  |                                                                                             | Navazuje na zámecký park v jižní části od náměstí v Chrasti; vysazení kolem r. 1740; po vichřici 25.6.2008 částečně poškozena |
| Velká lipka                                     | Alej Velká Lipka                                     | Chrast 49°53′49″ s. š., 15°56′31″ v. d.                      | javor mléč (2) jasan ztepilý (1) lípa malolistá (64) lípa velkolistá (47) jírovec maďal (28) |              | 101535 Q26791019  |                                                                                             | Prodloužení hlavní osy pravidelné úpravy zámeckého parku ukončené kaplí; vysazení kolem r. 1740; po vichřici 25.6.2008 z větší části poškozena |
| Buk lesní červenolistý                          | Buk lesní červenolistý                               | Chrudim 49°57′8″ s. š., 15°47′16″ v. d.                      | buk lesní nachový                                                                            | 311          | 104767 Q26789381  | Kategorie „Památný buk lesní červenolistý v zahradě Neuperského dvora“ na Wikimedia Commons | Na křižovatce ulic Čáslavské, Palackého a Masarykova náměstí |
| Buk lesní převislý                              | Buk lesní převislý                                   | Chrudim 49°56′53″ s. š., 15°47′47″ v. d.                     | buk lesní převislý                                                                           | 191          | 104771 Q26789385  | Kategorie „Památný buk lesní (Koželužská, Chrudim)“ na Wikimedia Commons                    | V zeleném pásu v Koželužské ulici |
| Jasan ztepilý                                   |                                                      | Chrudim 49°57′0″ s. š., 15°47′18″ v. d.                      | jasan ztepilý                                                                                | 410          | 104770 Q26789384  |                                                                                             | Na dvoře Domu dětí a mládeže |
| lípa malolistá                                  | Památná lípa v Holíně                                | Kovářov u Seče Kovářov 49°51′32″ s. š., 15°41′46″ v. d.      | lípa malolistá                                                                               | 400          | 101592 Q26787112  | Kategorie „Památná lípa v Holíně“ na Wikimedia Commons                                      | V severní části Holína u rekreační chaty |
| lípa malolistá                                  |                                                      | Kvasín 49°50′32″ s. š., 15°56′3″ v. d.                       | lípa malolistá                                                                               | 650          | 101590 Q26787111  |                                                                                             | Na východním okraji obce, na svahu pod loukou; dvoják |
| Dub letní                                       |                                                      | Leštinka 49°50′51″ s. š., 15°57′32″ v. d.                    | dub letní                                                                                    | 465          | 101604 Q26787116  |                                                                                             | U bývalého mlýna při potoce Žejbro, na okraji zarostlého náhonu |
| Dub na Brožku                                   |                                                      | Licibořice                                                   | dub letní                                                                                    | 510          | 101589            |                                                                                             | na hrázi rybníka Brožek ve Slavické oboře. Poznámka: v databázi AOPK žádný „Dub na Brožku“ neexistuje. U rybníka „Brožek“ není ani v mapách AOPK ani na mapy.cz žádný strom zakreslen. V databázi památných stromů neexistuje strom s novým či starým kódem 101589, a to ani mezi existujícími nebo mezi zaniklými či zrušenými stromy.                                                                              |
| Dub letní                                       |                                                      | Lipovec 49°55′4″ s. š., 15°32′25″ v. d.                      | dub letní                                                                                    | 431          | 101551 Q26787084  |                                                                                             | Na zahradě rodinného domku čp. 34 |
| Hlošina úzkolistá †                             |                                                      | Lipovec                                                      | hlošina úzkolistá                                                                            | 295          | 105233            |                                                                                             | V obci na okraji návsi, strom byl vyvrácen vichřicí v roce 1997 |
| Dub na Hrádku                                   | Dub letní                                            | Lukavice 49°53′22″ s. š., 15°50′6″ v. d.                     | dub letní                                                                                    | 710          | 101608 Q26787120  | Kategorie „Dub u Lukavické tvrze“ na Wikimedia Commons                                      | V obci v severozápadní části na volném prostranství, dříve pravděpodobně nádvoří Lukavecké tvrze |
| Památný dub v Lukavici                          |                                                      | Lukavice 49°53′6″ s. š., 15°50′38″ v. d.                     | dub letní                                                                                    | 710          | 101601 Q12043667  |                                                                                             | V zahradě u čp.23 u stodoly, v jihovýchodní části obce |
| Platanová alej v Luži                           | Platan javorovitý – 5 kusů                           | Luže 49°53′23″ s. š., 16°1′48″ v. d.                         | platan javorolistý (5)                                                                       |              | 101585 Q12045532  | Kategorie „Platanová alej v Luži“ na Wikimedia Commons                                      | Podél silnice k dětské léčebně, po pravé straně u zdi bývalého hospodářství |
| Buk lesní červenolistý                          | Buk lesní červenolistý                               | Luže 49°53′49″ s. š., 16°2′2″ v. d.                          | buk lesní červenolistý                                                                       | 240          | 101548 Q26787080  |                                                                                             | Na zahradě v Jiráskově ulici, při příjezdu po silnici od Voletic |
| Hrušeň v Luži                                   |                                                      | Luže 49°53′25″ s. š., 16°1′42″ v. d.                         | hrušeň obecná                                                                                | 206          | 106495            |                                                                                             | Solitéra v ovocném, původním barokním jezuitském sadu |
| Javor klen                                      |                                                      | Luže 49°53′2″ s. š., 16°2′5″ v. d.                           | javor klen                                                                                   | 300          | 101536 Q26787068  |                                                                                             | Na nádvoří hradu Košumberk za hlavní budovou |
| Javor klen                                      |                                                      | Luže 49°53′3″ s. š., 16°2′8″ v. d.                           | javor klen                                                                                   | 350          | 101562 Q26787094  |                                                                                             | Pod hradem Košumberk u restaurace Pod Linduší |
| lípa malolistá                                  |                                                      | Luže 49°54′4″ s. š., 16°2′5″ v. d.                           | lípa malolistá                                                                               | 220          | 101586 Q26787108  |                                                                                             | po levé straně silnice za Luží naproti zahradnictví; troják |
| lípa malolistá                                  | lípa u kostela                                       | Luže 49°53′40″ s. š., 16°1′49″ v. d.                         | lípa malolistá                                                                               | 325          | 101587 Q26787109  |                                                                                             | V obci pod kostelem, u silnice směrem na Voletice |
| Lípy v Luži pod Chlumkem                        |                                                      | Luže 49°53′28″ s. š., 16°1′45″ v. d.                         | lípa malolistá (2)                                                                           | 331 321      | 106493            |                                                                                             | V travnatém pásu u komunikace naproti Lidovému domu na okraji barokního areálu pod Chlumkem |
| Buk lesní červenolistý                          |                                                      | Medlešice 49°58′40″ s. š., 15°46′1″ v. d.                    | buk lesní nachový                                                                            | 488          | 104768 Q26789382  | Kategorie „Červenolistý buk v Medlešicích“ na Wikimedia Commons                             | V zámeckém parku v Medlešicích |
| Jasan ztepilý, lípa malolistá                   |                                                      | Mladotice nad Doubravou 49°51′43″ s. š., 15°32′48″ v. d.     | jasan ztepilý (1) lípa malolistá (1)                                                         | 395          | 101554 Q26779784  |                                                                                             | Na jižním konci obce, v blízkosti domu č. 26 |
| Dub letní v Možděnici                           |                                                      | Možděnice 49°46′3″ s. š., 15°47′58″ v. d.                    | dub letní                                                                                    | 452          | 106390            |                                                                                             | Strom roste na východním okraji vesnice Možděnice asi 30 metrů východním směrem od domu č. p. 15. |
| Dub letní                                       |                                                      | Mrákotín u Skutče 49°48′28″ s. š., 15°57′17″ v. d.           | dub letní                                                                                    | 415          | 101574 Q26787101  |                                                                                             | Na louce pod lesem za potokem |
| Hrušeň obecná                                   |                                                      | Mrákotín u Skutče 49°49′11″ s. š., 15°57′45″ v. d.           | hrušeň obecná                                                                                | 183          | 101575 Q26787102  |                                                                                             | V poli nad obcí naproti statku |
| lípa malolistá †                                |                                                      | Mrákotín u Skutče                                            | lípa malolistá                                                                               | 362          | 101573            |                                                                                             | U zdi vedle vjezdu do domu čp. 6, strom pokácen v roce 2008 |
| lípa malolistá                                  |                                                      | Nové Hrady u Skutče 49°51′10″ s. š., 16°8′22″ v. d.          | lípa malolistá                                                                               | 410          | 101549 Q26787082  |                                                                                             | Na okraji lesa na stráni nad kostelem, v severní části obce |
| alej 10 dubů letních (Libáň)                    | Památné duby na hrázi bývalého rybníka u Libáně      | Ochoz u Nasavrk 49°51′46″ s. š., 15°49′33″ v. d.             | dub letní (10)                                                                               |              | 101593 Q26790895  | Kategorie „Památné duby na hrázi bývalého rybníka u Libáně“ na Wikimedia Commons            | U cesty na hrázi bývalého rybníka v obci |
| Alej dubů letních na hrázi rybníka Pařezný      | Památné duby na hrázi rybníka Pařezný                | Ochoz u Nasavrk 49°51′50″ s. š., 15°50′ v. d.                | dub letní (32)                                                                               |              | 101591 Q26790893  | Kategorie „Památné duby na hrázi rybníka Pařezný“ na Wikimedia Commons                      | Na hrázi rybníka Pařezný |
| Alej dubů letních na hrázi Drahotického rybníka | Libáň - památné duby na hrázi Drahotického rybníka   | Ochoz u Nasavrk 49°51′37″ s. š., 15°49′29″ v. d.             | dub letní (16)                                                                               |              | 101558 Q26790894  | Kategorie „Duby u Drahotického rybníka“ na Wikimedia Commons                                | Alej na hrázi rybníka v místní části Libáň |
| Dub letní †                                     |                                                      | Ostrov                                                       | dub letní                                                                                    | 370          | 104453            |                                                                                             | Vedle silnice Chrudim-Vysoké Mýto v blízkosti obytného domu, strom pokácen v roce 2004 z důvodu napadení dřevokaznými houbami |
| Dub letní                                       | Obořice památný dub                                  | Podlíšťany 49°50′59″ s. š., 15°49′49″ v. d.                  | dub letní                                                                                    | 445          | 101560 Q26787092  |                                                                                             | Na návsi v místní části Obořice |
| Buk lesní                                       |                                                      | Proseč u Skutče 49°48′15″ s. š., 16°7′33″ v. d.              | buk lesní                                                                                    | 365          | 101570 Q26787098  |                                                                                             | V remízku blízko lomu, východně od obce |
| Olše lepkavá                                    |                                                      | Proseč u Skutče 49°48′29″ s. š., 16°6′51″ v. d.              | olše lepkavá                                                                                 | 230          | 101571 Q26787100  |                                                                                             | V obci v blízkosti potoka směrem k Podměstí; dvoják |
| Dub letní                                       |                                                      | Prosetín u Hlinska 49°49′20″ s. š., 15°57′28″ v. d.          | dub letní                                                                                    | 316          | 101576 Q26787103  |                                                                                             | Na pastvině severně od silnice Prosetín-Mrákotín. |
| lípa malolistá                                  |                                                      | Předhradí u Skutče 49°49′43″ s. š., 16°2′53″ v. d.           | lípa malolistá                                                                               | 495          | 101538 Q26787070  |                                                                                             | V lesním porostu u řeky Krounky, proti turistické stezce Šilinkův důl; dvoják; při revizi 2009 nenalezena |
| lípa malolistá                                  | Lípa malolistá                                       | Předhradí u Skutče 49°49′23″ s. š., 16°0′57″ v. d.           | lípa malolistá                                                                               | 410          | 101547 Q26787079  | Kategorie „Tilia cordata in Dolívka“ na Wikimedia Commons                                   | Na okraji pastviny u silnice, za tratí |
| lípa malolistá †                                |                                                      | Předhradí u Skutče                                           | lípa malolistá                                                                               | 380          | 101568 Q26787096  |                                                                                             | U silnice z Luže do Předhradí, za lesem těsně před obcí. Ochrana zrušena 17.07.2018. |
| Lípa velkolistá                                 |                                                      | Předhradí u Skutče 49°49′58″ s. š., 16°2′29″ v. d.           | lípa velkolistá                                                                              | 392          | 101569 Q26787097  |                                                                                             | V parku naproti kostelu v části ovocného sadu |
| Dub letní                                       |                                                      | Rychnov 49°46′52″ s. š., 16°3′59″ v. d.                      | dub letní                                                                                    | 475          | 101555 Q26787088  |                                                                                             | V poli v lokalitě "K Otradovu" |
| Hrušeň obecná                                   |                                                      | Skuteč 49°50′5″ s. š., 15°58′40″ v. d.                       | hrušeň planá                                                                                 | 200          | 101577 Q26787104  |                                                                                             | V lese ve svahu severně od silnice Skuteč-Prosetín |
| lípa malolistá †                                |                                                      | Skuteč                                                       | lípa malolistá                                                                               | 445          | 101578            |                                                                                             | v zahradě nad silnicí, strom uschl v roce 2001 |
| Červený buk ve Slatiňanech †                    | Buk lesní červený                                    | Slatiňany                                                    | buk lesní červenolistý                                                                       | 618          | 101599 Q131097688 | Kategorie „Červený buk v zámeckém parku (Slatiňany)“ na Wikimedia Commons                   | V zámeckém parku ve Slatiňanech u sochy koně. Ochrana zrušena 22. dubna 2013 (rozsáhlé napadení vějířovcem obrovským, narušena statika, odumírání), doporučeno pokácení. |
| lípa velkolistá                                 |                                                      | Slatiňany 49°54′23″ s. š., 15°48′46″ v. d.                   | lípa velkolistá                                                                              | 375          | 106358            |                                                                                             | Na návsi ve Škarovádu, místní části Slatiňan, vedle zahrady u hospody u Půných |
| lípa malolistá                                  |                                                      | Střemošice 49°53′30″ s. š., 16°4′20″ v. d.                   | lípa malolistá                                                                               | 340          | 101537 Q26787069  |                                                                                             | Na návsi za kapličkou, vedle domu čp. 30 |
| Jalovec obecný †                                |                                                      | Svídnice u Slatiňan                                          | jalovec obecný                                                                               | 105          | 101597            |                                                                                             | Vlevo od silnice na Trpišov na západním konci obce, strom byl vyvrácen vichřicí v roce 2008 |
| Buk lesní                                       |                                                      | Třemošnice nad Doubravou 49°50′51″ s. š., 15°33′51″ v. d.    | buk lesní                                                                                    | 335          | 101550 Q26787083  |                                                                                             | V lesním porost "V Cikánku" severně od Pařížova |
| Dub u rybníka Šanda                             |                                                      | Vestec u Běstviny 49°50′17″ s. š., 15°34′48″ v. d.           | dub letní                                                                                    | 490          | 101553 Q26787086  |                                                                                             | Poslední v řadě na levé straně cesty vedoucí podél rybníka Šanda |
| lípa malolistá                                  |                                                      | Vojtěchov u Hlinska 49°47′16″ s. š., 15°58′21″ v. d.         | lípa malolistá                                                                               | 655          | 101556 Q26787089  |                                                                                             | V centru obce u domu čp. 65, poblíž železniční trati |
| Smrk u potoka Žejbro                            |                                                      | Vrbatův Kostelec 49°51′30″ s. š., 15°56′15″ v. d.            | smrk ztepilý                                                                                 | 375          | 101563 Q26787095  |                                                                                             | Na turistické stezce v lese u potoka pod hřištěm na konci obce |
| Javor klen                                      |                                                      | Záboří u Proseče 49°48′9″ s. š., 16°6′34″ v. d.              | javor klen                                                                                   | 340          | 101544 Q26787075  |                                                                                             | V zahradě domu čp. 19 v obci; dvoják |
| lípa malolistá                                  |                                                      | Záboří u Proseče 49°48′9″ s. š., 16°6′34″ v. d.              | lípa malolistá                                                                               | 365          | 101542 Q26787073  |                                                                                             | V zahradě u domu čp. 19 |
| lípa malolistá †                                |                                                      | Záboří u Proseče                                             | lípa malolistá                                                                               | 425          | 101541            |                                                                                             | Na jihozápadním konci obce u stodoly, strom pokácen v roce 2005 z důvodu špatného stavu |